# Науэлл, Джейлен
Джейлен Науэлл (англ. Jaylen Nowell; род. 9 июля 1999, Сиэтл, Вашингтон) — американский профессиональный баскетболист. Играет на позиции атакующего защитника.

## Профессиональная карьера

### Миннесота Тимбервулвз (2019—2023)
На драфте НБА 2019 года Науэлл был выбран под 43-м пиком клубом «Миннесота Тимбервулвз». 6 августа 2019 года «Миннесота» подписала контракт с Науэллом.
Науэлл дебютировал в НБА 6 ноября, сыграв одну минуту в матче против «Мемфис Гриззлис». 1 января 2020 года Науэлл набрал максимальные за сезон 12 очков и два подбора в матче против «Милуоки Бакс». 11 марта 2021 года Науэлл набрал максимальные за сезон 28 очков, пять подборов и шесть передач в матче против «Нью-Орлеан Пеликанс».
27 декабря 2021 года Науэлл набрал максимальные в карьере 29 очков, а также шесть подборов и три передачи в победе над «Бостон Селтикс». В сезоне 202/22 впервые с 2018 года «Тимбервулвз» вышли в плей-офф и в серии первого раунда встретились с «Мемфис Гриззлис». Науэлл дебютировал в плей-офф 19 апреля 2022 года, набрав шесть очков в проигрыше во второй игре со счетом 96-124. «Тимбервулвз» проиграли «Гриззлис» в шести матчах.
2 октября 2023 года Науэлл подписал контракт с командой «Сакраменто Кингз». 16 октября игрок был отчислен.

## Статистика

### Статистика в НБА
| Сезон                                                                                    | Команда   | Регулярный сезон | Регулярный сезон | Регулярный сезон | Регулярный сезон | Регулярный сезон | Регулярный сезон | Регулярный сезон | Регулярный сезон | Регулярный сезон | Регулярный сезон | Регулярный сезон | Серия плей-офф | Серия плей-офф | Серия плей-офф | Серия плей-офф | Серия плей-офф | Серия плей-офф | Серия плей-офф | Серия плей-офф | Серия плей-офф | Серия плей-офф | Серия плей-офф |
| Сезон                                                                                    | Команда   | GP               | GS               | MPG              | FG%              | 3P%              | FT%              | RPG              | APG              | SPG              | BPG              | PPG              | GP             | GS             | MPG            | FG%            | 3P%            | FT%            | RPG            | APG            | SPG            | BPG            | PPG            |
| ---------------------------------------------------------------------------------------- | --------- | ---------------- | ---------------- | ---------------- | ---------------- | ---------------- | ---------------- | ---------------- | ---------------- | ---------------- | ---------------- | ---------------- | -------------- | -------------- | -------------- | -------------- | -------------- | -------------- | -------------- | -------------- | -------------- | -------------- | -------------- |
| 2019/20                                                                                  | Миннесота | 15               | 0                | 10,1             | 35,8             | 11,5             | 94,1             | 0,9              | 1,3              | 0,2              | 0,1              | 3,8              | Не участвовал  | Не участвовал  | Не участвовал  | Не участвовал  | Не участвовал  | Не участвовал  | Не участвовал  | Не участвовал  | Не участвовал  | Не участвовал  | Не участвовал  |
| 2020/21                                                                                  | Миннесота | 42               | 0                | 18,1             | 42,4             | 33,3             | 81,8             | 2,3              | 1,5              | 0,5              | 0,3              | 9,0              | Не участвовал  | Не участвовал  | Не участвовал  | Не участвовал  | Не участвовал  | Не участвовал  | Не участвовал  | Не участвовал  | Не участвовал  | Не участвовал  | Не участвовал  |
| 2021/22                                                                                  | Миннесота | 62               | 1                | 15,7             | 47,5             | 39,4             | 78,3             | 2,0              | 2,1              | 0,4              | 0,2              | 8,5              | 1              | 0              | 11,9           | 30,0           | 0,0            | -              | 0,0            | 1,0            | 1,0            | 0,0            | 6,0            |
| 2022/23                                                                                  | Миннесота | 65               | 2                | 19,3             | 44,8             | 28,9             | 77,8             | 2,6              | 2,0              | 0,6              | 0,1              | 10,8             | 5              | 0              | 12,4           | 23,1           | 33,3           | 50,0           | 1,0            | 0,6            | 0,0            | 0,0            | 3,2            |
|                                                                                          | Всего     | 184              | 3                | 17,0             | 44,7             | 32,2             | 79,8             | 2,2              | 1,9              | 0,5              | 0,1              | 9,1              | 6              | 0              | 12,3           | 25,0           | 21,4           | 50,0           | 0,8            | 0,7            | 0,2            | 0,0            | 3,7            |
| Наведите курсор мыши на аббревиатуры в заголовке таблицы, чтобы прочесть их расшифровку. |           |                  |                  |                  |                  |                  |                  |                  |                  |                  |                  |                  |                |                |                |                |                |                |                |                |                |                |                |

### Статистика в Джи-Лиге
| Сезон                                                                                    | Команда       | Регулярный сезон | Регулярный сезон | Регулярный сезон | Регулярный сезон | Регулярный сезон | Регулярный сезон | Регулярный сезон | Регулярный сезон | Регулярный сезон | Регулярный сезон | Регулярный сезон | Серия плей-офф | Серия плей-офф | Серия плей-офф | Серия плей-офф | Серия плей-офф | Серия плей-офф | Серия плей-офф | Серия плей-офф | Серия плей-офф | Серия плей-офф | Серия плей-офф |
| Сезон                                                                                    | Команда       | GP               | GS               | MPG              | FG%              | 3P%              | FT%              | RPG              | APG              | SPG              | BPG              | PPG              | GP             | GS             | MPG            | FG%            | 3P%            | FT%            | RPG            | APG            | SPG            | BPG            | PPG            |
| ---------------------------------------------------------------------------------------- | ------------- | ---------------- | ---------------- | ---------------- | ---------------- | ---------------- | ---------------- | ---------------- | ---------------- | ---------------- | ---------------- | ---------------- | -------------- | -------------- | -------------- | -------------- | -------------- | -------------- | -------------- | -------------- | -------------- | -------------- | -------------- |
| 2019/20                                                                                  | Айова Энерджи | 26               | 26               | 32,7             | 49,0             | 44,1             | 73,3             | 5,2              | 3,5              | 0,4              | 0,7              | 21,0             | Не участвовал  | Не участвовал  | Не участвовал  | Не участвовал  | Не участвовал  | Не участвовал  | Не участвовал  | Не участвовал  | Не участвовал  | Не участвовал  | Не участвовал  |
|                                                                                          | Всего         | 26               | 26               | 32,7             | 49,0             | 44,1             | 73,3             | 5,2              | 3,5              | 0,4              | 0,7              | 21,0             | Не участвовал  | Не участвовал  | Не участвовал  | Не участвовал  | Не участвовал  | Не участвовал  | Не участвовал  | Не участвовал  | Не участвовал  | Не участвовал  | Не участвовал  |
| Наведите курсор мыши на аббревиатуры в заголовке таблицы, чтобы прочесть их расшифровку. |               |                  |                  |                  |                  |                  |                  |                  |                  |                  |                  |                  |                |                |                |                |                |                |                |                |                |                |                |

### Статистика в колледже
| Сезон                                                                                   | Команда   | GP | GS | MPG  | FG%  | 3P%  | FT%  | RPG | APG | SPG | BPG | PPG  |  |
| --------------------------------------------------------------------------------------- | --------- | -- | -- | ---- | ---- | ---- | ---- | --- | --- | --- | --- | ---- |  |
| 2017/18                                                                                 | Вашингтон | 34 | 32 | 32,5 | 45,1 | 35,1 | 80,0 | 4,0 | 2,7 | 1,1 | 0,3 | 16,0 |  |
| 2018/19                                                                                 | Вашингтон | 36 | 36 | 34,4 | 50,2 | 44,0 | 77,9 | 5,3 | 3,1 | 1,3 | 0,3 | 16,2 |  |
|                                                                                         | Всего     | 70 | 68 | 33,5 | 47,6 | 39,6 | 78,9 | 4,6 | 2,9 | 1,2 | 0,3 | 16,1 |  |
| Наведите курсор мыши на аббревиатуры в заголовке таблицы, чтобы прочесть их расшифровку |           |    |    |      |      |      |      |     |     |     |     |      |  |